# Scirpus colchicus
Scirpus colchicus là loài thực vật có hoa trong họ Cói. Loài này được Kimer. miêu tả khoa học đầu tiên năm 1975.